# 松澤宥

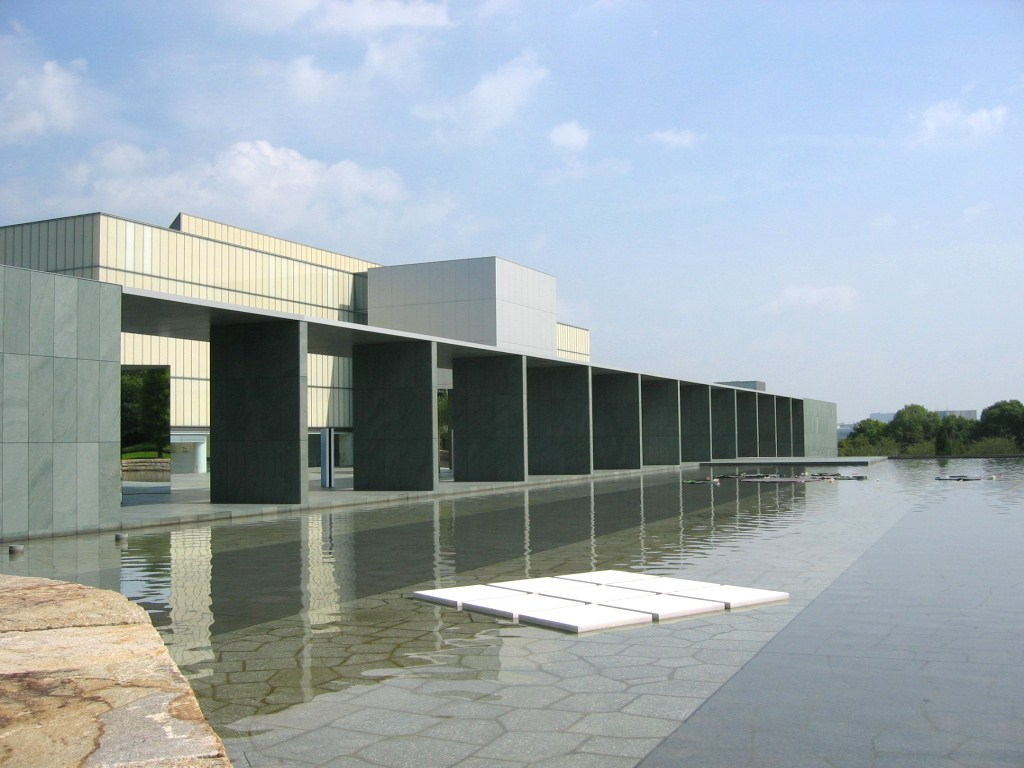
豊田市美術館の池に浮かぶ松澤宥の作品「白鳥の歌」

松澤 宥（まつざわ ゆたか、1922年〈大正11年〉2月2日 - 2006年〈平成18年〉10月15日）は、日本のコンセプチュアル・アーティスト（概念芸術家）。

## 人物
長野県諏訪郡下諏訪町に生まれる。旧制諏訪中学（現・長野県諏訪清陵高等学校）を経て、1946年に早稲田大学理工学部建築学科を卒業。1952年第4回読売アンデパンダン展、第12回美術文化協会展に出品。
その後1955年、ウィスコンシン州立大学よりフルブライト交換教授として招かれ渡米、翌年コロンビア大学で現代美術、宗教哲学を修めて1957年帰国。
1964年6月1日深夜、「オブジェを消せ」という啓示を受け、概念芸術家としての活動を始める。
松澤の活動は瀧口修造、中原佑介、針生一郎等の美術評論家達に注目され1970年の第10回日本国際美術展「人間と物質」展に参加し、他のコンセプチュアルアーティス
トの堀川紀夫(「新潟現代美術家集団GUN」所属)、河原温、高松次郎、ダニエル・ビュラン、ハンス・ハーケ、 ソル・ルウィット、マリオ・メルツらと共に美術業界に紹介される。
コンセプチュアル・アートの先駆者の一人として、欧米にもその名を知られた。
1973年、美学校・諏訪分校を開講する（1981年閉校）。
2006年10月15日、郷里の下諏訪町で84年の生涯を閉じた。 
1922年2月2日に生まれたことから2という数字にこだわり、東京国立近代美術館でのパフォーマンスも2月22日に行っていた。
美術評論家の千葉成夫は、著書『現代美術逸脱史』の中で松澤宥を「日本概念派」の重要人物の一人としている。塩尻市在住時代の草間彌生が頻繁に訪ね、師と仰いだ現代美術家でもある。

## 主な展覧会など
- 1982年サプリメントギャラリー「松澤宥プサイの部屋からの二十七個の函展」[5]
- 1986年横浜市民ギャラリー「第22回今日の作家展」(他菅木志雄、米谷栄一出品)[6]
- 1992年岡崎球子画廊「量子芸術宣言Quantum Art Manifesto」展[7]
- 1994年山口県立美術館「松澤宥 : 死を念え : ミメントゥ・モーライ」[8]
- 1995年佐谷画廊「第15回 オマージュ瀧口修造展：松澤宥The 15h Exhibition Homage to Shuzo Takiguchi: Yutaka Matsuzawa」[9]
- 1997年斎藤記念川口現代美術館「スピリチュアリズムへ・松澤宥1954-1997」[10]
- 1998年駒ケ根高原美術館「松澤宥展 E.T.Hよ地球外生命体仮説よ－あなたは量子芸術に出遭ったことがありますか－」
- 2000年長野市の長谷寺で舞踏公演 「大野一雄 長谷寺に舞う2000」で大野一雄、大野慶人親子と共演(舞台美術柿崎順一)
- 2001年軽井沢セゾン現代美術館「ART TODAY 2001磯辺行久/水上央子/松澤宥」セゾンアートプログラム
- 2004年広島市現代美術館「松澤宥作品&松澤宥キュレーション作品展 : 「消滅と未来と」Varishment and future : works of Yutaka Matsuzawa and other works selected by him」[11]
- 2004年広島市現代美術館「松澤宥と九つの柱 : 九相の未来 : パーリー・ニルヴァーナに向かって = Yutaka Matsuzawa and nine pilllars : the future of nine aspects : towards the parinirvana」[12]
- 2009年うらわ美術館「オブジェの方へ : 変貌する「本」の世界 : 開館10周年記念」(他フォルトゥナート・デペーロ、トゥッリオ・ダルビゾラ（イタリア語版）、マルセル・デュシャン、柏原えつとむ、堀浩哉)[13]
- 2016年茅野市美術館「在る表現 : その文脈と諏訪 : 松澤宥・辰野登恵子・宮坂了作・根岸芳郎」[14]
- 2017年オオタファインアーツ「From nirvana to catastrophe : Matsuzawa Yutaka and his 'commune in imaginary space'」[15]
- 2019年なるせ美術座「松澤宥作品展」[16]
- 「松澤宥生誕100年祭」：2022年1月29日～､下諏訪町立諏訪湖博物館､長野県立美術館他[17]。
- 2024年ギャラリーTS4312「松澤宥展Yutaka Matsuzawa exhibition」[18]

## 収蔵作品
- 豊田市美術館パブリック・コレクション
- 茅野市美術館（茅野駅併設施設)

## 著書
- 『星またはストリップ・ショウ: 松澤宥選詩集』書肆山田 (2013年)ISBN 978-4879958853
- 360°Graphics『九つの柱 : 松澤宥「暗黒星雲計画-見宝塔品第九」』. NCID BA66170843
- 黒田康夫写真『遂に空マンダラハハ : 松沢宥のmillennium』クマラ企画(2022年). NCID BC16980733

関連著書
- 富井玲子（英語版） 『オペレーションの思想』イースト・プレス(2024年)ISBN 978-4781623894